# Historia de Santo Tomé y Príncipe

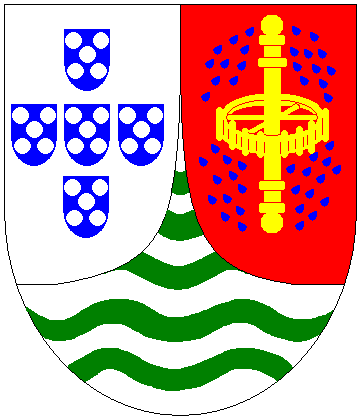
Escudo de armas colonial de Santo Tomé y Príncipe.

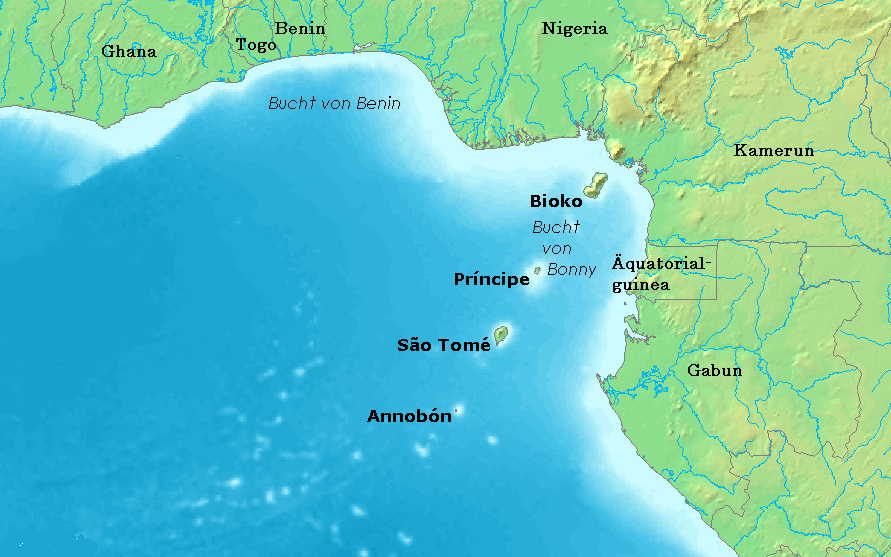
Mapa de Santo Tomé y Príncipe.

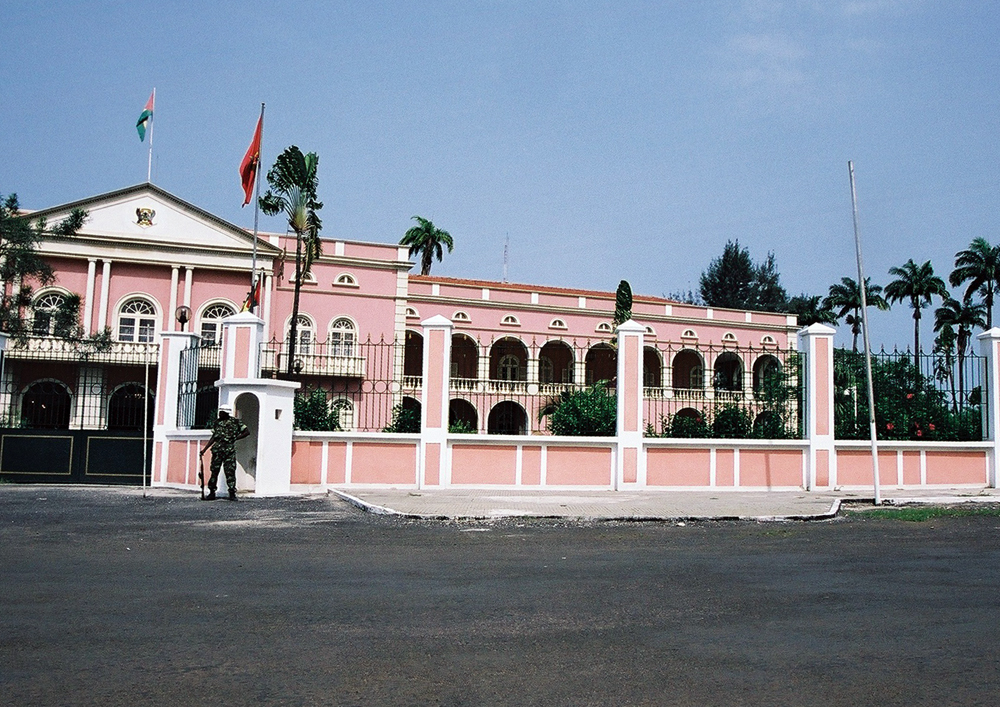
Palacio colonial de Santo Tomé y Príncipe.

Las islas de Santo Tomé y Príncipe estuvieron deshabitadas antes de la llegada de los portugueses en algún momento entre 1469-1471. Los primeros europeos en llegar a las islas fueron los navegantes portugueses João de Santarém y Pedro Escobar entre 1469 y 1472 junto con Annobón.Los navegantes portugueses las exploraron y decidieron que serían una buena localización para comerciar con el continente africano.

## Época colonial
El primer asentamiento estable en la isla de Santo Tomé fue creado en 1493 por Álvaro Caminha, que recibió la tierra como donación de la Corona portuguesa. El rey Juan II ordenó que se llevase a la isla a 2.000 niños judíos sefardíes exiliados de España, arrancados de sus familias, para allí bautizarlos y criarlos como cristianos. Según una crónica de 1510, solo 600 de los niños sobrevivieron.
La isla de Príncipe fue colonizada en el año 1500 en condiciones similares. Conseguir colonos era difícil, y la mayoría de los primeros habitantes de las islas fueron "indeseables" enviados desde Portugal, en su mayoría judíos. Con el tiempo estos primeros colonos descubrieron que el fértil suelo volcánico de la zona era adecuado para la agricultura y el cultivo de caña de azúcar.
En 1595 tuvo lugar la famosa "Rebelión de Esclavos" en las islas africanas de Santo Tomé y Príncipe. Según algunos documentos históricos Rei Amador era 'un esclavo', quien evitó la esclavitud y movilizó a todos los angolares (habitantes de las islas en aquel entonces) así como otros africanos para construir una nación libre sobre el interior de dichas islas. Entre 1595 y 1596 Santo Tomé y Príncipe fue gobernado por los angolares, bajo el mando de Rei Amador. El 4 de enero de 1596, Rei Amador fue capturado, condenado a prisión y asesinado por los portugueses. Todavía hoy, lo recuerdan a él con mucho cariño y lo consideran héroe nacional en las islas.
El cultivo del azúcar era un proceso que requería un trabajo intensivo y los portugueses comenzaron a adquirir un gran número de esclavos del continente africano. A mediados del siglo XVI los colonos portugueses habían convertido las islas en los principales exportadores de azúcar africano. Santo Tomé y Príncipe fueron adquiridas y administradas directamente por la Corona portuguesa en 1522 y 1573, respectivamente.
Sin embargo, el auge del cultivo de azúcar en América y otras colonias comenzó a perjudicar la economía de las islas. Además, la creciente población de esclavos demostró ser difícil de controlar, ya que Portugal era incapaz de invertir demasiados recursos. En una de las varias revueltas de esclavos en las islas, un esclavo llamado Amador, considerado actualmente héroe nacional, llegó a controlar casi dos tercios de la isla de Santo Tomé.
De esta forma el cultivo de azúcar comenzó a declinar en el siglo siguiente y a mediados del siglo XVIII, la economía de Santo Tomé había cambiado, convirtiéndose principalmente en un puerto de tránsito para los barcos que comerciaban con esclavos y carbón entre África y América.
A principios del siglo XIX se introdujo el cultivo del café y el cacao, que prosperó en los terrenos volcánicos de las islas, y pronto surgieron extensas plantaciones (roças), propiedad de las compañías comerciales portuguesas o de terratenientes en Portugal, que ocuparon casi todas las tierras cultivables. En 1908 Santo Tomé se había convertido el mayor productor mundial de cacao, que todavía sigue siendo el cultivo más importante del país.
El sistema de roças proporcionó gran autoridad a los capataces de las plantaciones, lo que provocó grandes abusos contra los trabajadores de las granjas, principalmente de origen africano. Aunque oficialmente Portugal había abolido la esclavitud en 1876, la práctica del trabajo forzado continuó. A principios del siglo XX surgió una controversia pública en el país sobre las condiciones de trabajo de los granjeros contratados en Angola y las pésimas condiciones laborales. Los conflictos entre propietarios y trabajadores continuaron durante las décadas siguientes, culminando en el estallido de los disturbios de 1953, cuando varios cientos de trabajadores africanos resultaron muertos en su enfrentamiento contra los propietarios portugueses. La llamada Masacre de Batepá constituye un importante acontecimiento en la historia colonial de las islas y su aniversario es recordado por el gobierno.
A finales de la década de 1950, cuando otras naciones por todo el continente africano comenzaban a demandar su independencia, un grupo de habitantes de Santo Tomé formó el Movimiento por la Liberación de Santo Tomé y Príncipe (MLSTP), de orientación marxista, que finalmente estableció su base en el cercano Gabón. Durante la década de 1960 los independentistas aguardaron su momento que llegó con la Revolución de los claveles y la caída de la dictadura de Marcelo Caetano en Portugal en abril de 1974. El nuevo gobierno portugués aceptó la disolución de las colonias ultramarinas; el 26 de noviembre de 1974, diplomáticos portugueses se reunieron con miembros del MLSTP en Argel y alcanzaron un acuerdo para transferir la soberanía de las islas. Tras un período de gobierno de transición, Santo Tomé y Príncipe alcanzaron la independencia el 12 de julio de 1975, y fue elegido como primer presidente el Secretario General del MLSTP, Manuel Pinto da Costa.

## Independencia

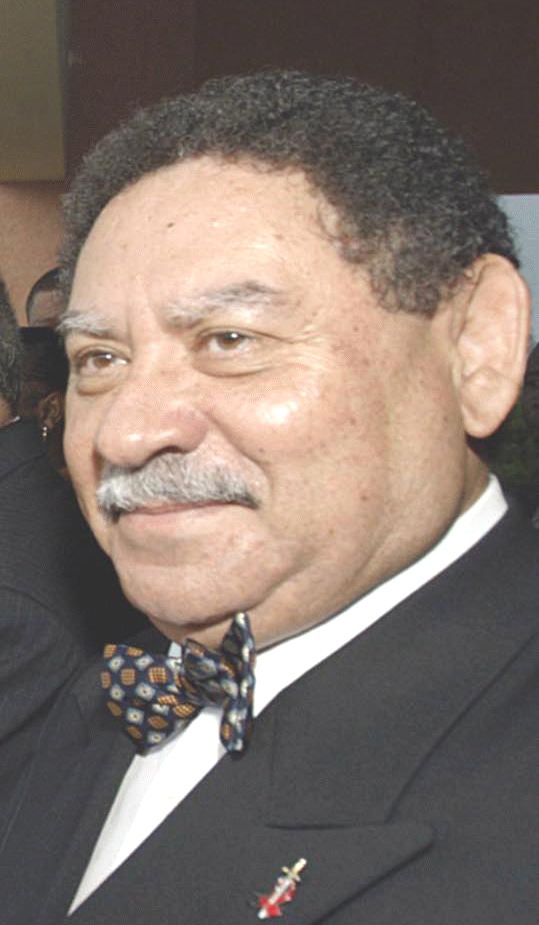
Presidente Fradique de Menezes.

En 1990, Santo Tomé se convirtió en uno de los primeros países africanos en incorporarse a la reforma democrática, y los cambios en la constitución —la legalización de los partidos políticos de la oposición— condujeron a las elecciones de 1991, que fueron pacíficas, libres y transparentes. Miguel Trovoada, un ex primer ministro que había estado en el exilio desde 1986, regresó como candidato independiente y fue elegido presidente. Trovoada fue reelecto en la segunda elección presidencial multipartidista de Santo Tomé en 1996. El Partido de la Convergencia Democrática (PCD) derribó al MLSTP para tomar la mayoría de los escaños en la Asamblea Nacional, con el MLSTP convirtiéndose en una minoría importante y vocal. Siguieron a estas elecciones las municipales de 1992, en las que el MLSTP volvió a ganar una mayoría de escaños en cinco de los siete concejos regionales.
En las primeras elecciones legislativas en octubre de 1994, el MLSTP ganó una mayoría de escaños en la Asamblea. Reconquistó una mayoría cabal de asientos en las elecciones de noviembre de 1998. Las elecciones presidenciales se celebraron en julio de 2001. El candidato respaldado por el Partido Independiente de Acción Democrática, Fradique de Menezes, fue elegido en la primera vuelta e investido el 3 de septiembre. Después, en marzo de 2002, se celebraron unas elecciones parlamentarias que llevaron a un gobierno de coalición al no haber ningún partido que lograse una mayoría de escaños. En julio de 2003, un intento de golpe de Estado protagonizado por militares y por el Frente Demócrata Cristiano (representantes en su mayoría de los exvoluntarios santotomenses del ejército sudafricano de la era del apartheid) fue revertido gracias a la mediación internacional, incluso la estadounidense, sin derramamiento de sangre. En septiembre de 2004, el presidente Menezes despidió al primer ministro y nombró un nuevo gabinete, el cual fue aceptado por el partido mayoritario.
A continuación se formó un gobierno de coalición de partidos que finalizó en marzo del 2006, cuando una coalición a favor de Menezes consiguió suficientes escaños en las elecciones a la Asamblea Nacional para formar un nuevo gobierno que respaldara al presidente.
El 30 de julio del año 2006 Fradique de Menezes ganó nuevamente las elecciones presidenciales por un período de cinco años, derrotando a los otros dos candidatos: Patrice Trovoada (hijo de Miguel Trovoada) y el independiente Nilo Guimarães. Las elecciones locales, las primeras desde 1992, se celebraron el 27 de agosto del 2006, y fueron ganadas por los miembros de la coalición gobernante.
Evaristo Carvalho fue el presidente de Santo Tomé y Príncipe desde 2016, después de ganar al presidente anterior, Manuel Pinto da Costa. El presidente Carvalho también es vicepresidente del partido de centro derecha Acción Demócrata Independiente (ADI). Patrice Emery Trovoada fue primer ministro desde 2014 y es el líder del ADI. En diciembre de 2018, Jorge Bom Jesus, líder del Movimento de Libertação de São Tomé e Príncipe-Partido Social Democráta (MLSTP-PSD), ocupó el puesto de primer ministro. En septiembre de 2021, el candidato de la oposición del ADI, Carlos Vila Nova, ganó las elecciones presidenciales. El presidente del país es una figura en gran parte ceremonial, y es el primer ministro quien lidera el poder ejecutivo. En septiembre de 2022 el ADI, dirigido por Patrice Trovoada, ganó las elecciones legislativas.